# Guilliers
Guilliers is een gemeente in het Franse departement Morbihan (regio Bretagne). De plaats maakt deel uit van het arrondissement Vannes. Guillac telde op 1 januari 2022 1.352 inwoners.

## Geografie
De oppervlakte van Guilliers bedroeg op 1 januari 2022 35,14 vierkante kilometer; de bevolkingsdichtheid was toen 38,5 inwoners per km².

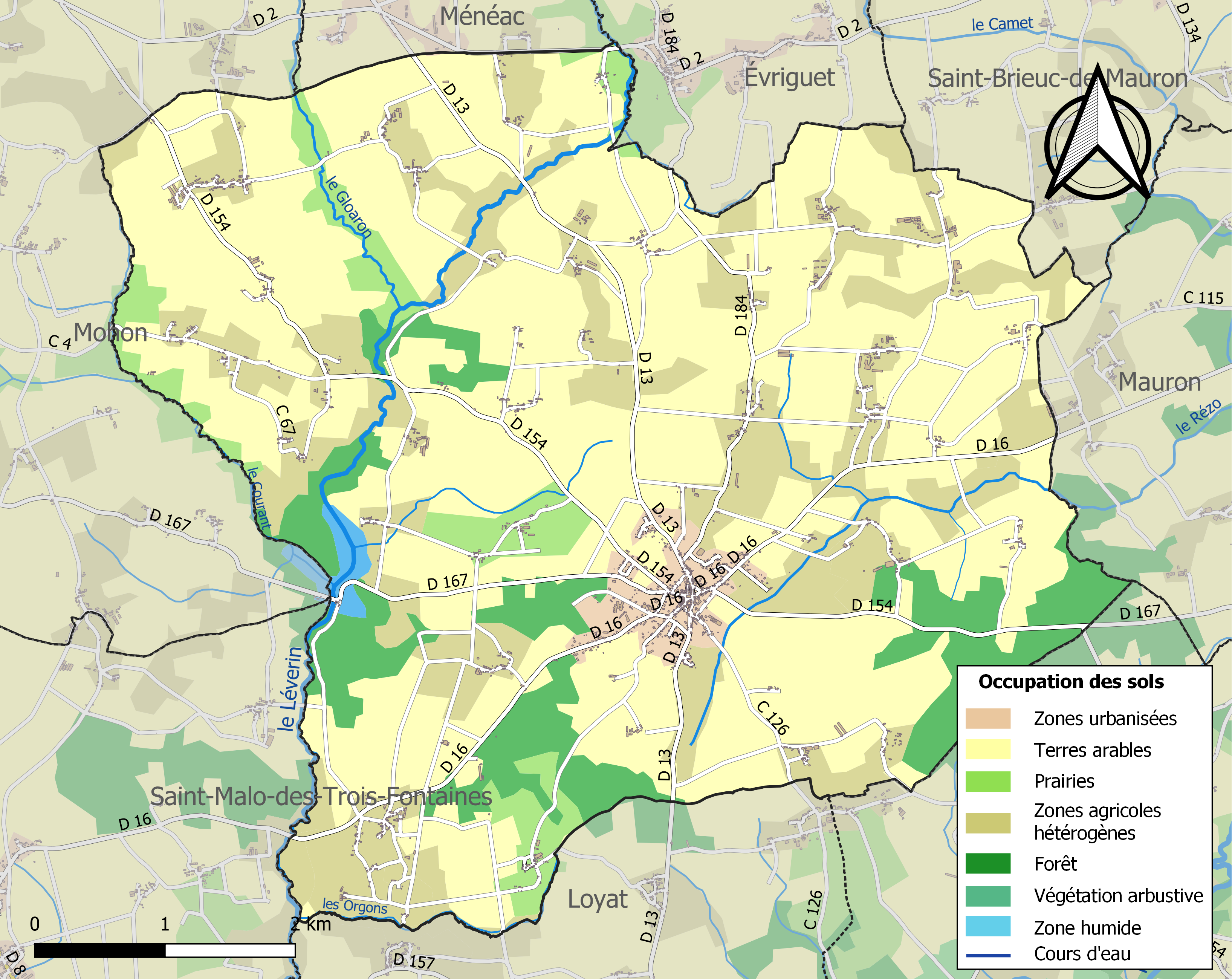
Kaart van de gemeente met de belangrijkste infrastructuur, bodemgebruik en omliggende gemeenten

## Demografie
Onderstaande figuur toont het verloop van het inwonertal, bron: INSEE-tellingen. 